# Лі Сян (плавець)
Лі Сян (12 лютого 1989) — китайський плавець. Учасник Чемпіонату світу з водних видів спорту 2015, а також літніх Олімпійських ігор 2016 у Ріо-де-Жанейро.